# Dipriocampe elongata
Dipriocampe elongata är en stekelart som först beskrevs av Erdös 1951.  Dipriocampe elongata ingår i släktet Dipriocampe, och familjen raggsteklar. Arten är reproducerande i Sverige.